# 手越祐也
手越祐也（日语：／ Tegoshi Yūya，1987年11月11日—）是日本一名歌手、艺人和偶像，同时他也是一名YouTuber。

## 个人生活
手越祐也于1987年11月11日出生于日本神奈川县的横滨市。手越祐也高中就读于堀越高等学校，并于2006年2月16日毕业。手越祐也在2006年1月15日通过了早稻田大学人间学科部人间情报学科系网校（函授课程）的官方招生入学考试，但于2010年春在大学四年级时以“想将偶像事业做到120%（アイドル業を120%やりたい）”为由从早稻田大学退学。
手越祐也的性格有积极开朗的一面，“积极性足够跻身地球前三（地球でトップ3に入るぐらいポジティブ）”已经成为他的口号，“我认为沮丧是在浪费时间，所以如果你无法独自摆脱这种情绪就请和你的朋友见面，一起大声喧哗，然后就会变得积极起来。” 但是他的性格也有害羞的一面。
手越非常崇拜彩虹乐团的hyde，曾公开表示“如果有转世就想拥有hyde的容貌”；并且他还是和hyde使用同款智能手机的朋友。除此之外，手越祐也也是早安少女组粉丝俱乐部的注册会员，他特别喜欢后藤真希和辻希美。
手越祐也自小的爱好就是观看足球比赛和踢五人制足球，他从4岁起便在当地的足球俱乐部及学校的足球社团中踢球。即使日后进入了娱乐圈，手越祐也也会以本名参加一些足球电视节目并在足球杂志上连载文章。由于他对足球的热爱，手越祐也自2012年开始便担任国际足联俱乐部世界杯赛事主持人；2014年，他还和明石家秋刀鱼一起主持了日本电视台对2014年国际足联世界杯的转播主持。手越祐也与日本国家足球队的成员内田笃人、吉田麻也、田中顺也建立了私人友谊，还与Mr.Children的樱井和寿及阳光直人一起参加了演艺人五人制足球锦标赛“音蹴杯”。在2017年的锦标赛上，手越祐也率领的TGS不仅拿下了音蹴杯冠军联赛是冠军，同时手越祐也本人还拿下了联赛MVP的个人奖项。
手越祐也偏爱金色的发色，他对此的解释如果出演电视节目的单元环节时，金色的头发容易让观众从远处就发现自己，因此这是娱乐圈里一种比较容易理解的“武器”。但是到了2019年，手越觉得即使自己是金发也会输给某些造型奇特的服装，于是他换成了粉色的发色。
手越祐也是一个爱狗者，他目前养着两只贵宾犬，分别起名叫“艾玛（Emma）”和“蒂法（Tifa）”。他在小学时饲养了他的第一条狗，这是一条名为“蒂尼（Tiny）”的蝴蝶犬；这只狗在2015年去世。手越随后养的第二只狗是名叫“斯盖尔（Skull）”的贵宾犬，目前这只狗由手越的妈妈在自己家里负责饲养。手越祐也还是大逃杀游戏《荒野行动》的游戏爱好者，并且还加入了电子竞技战队。他还因此成为《荒野行动》三周年庆典直播的嘉宾。
手越祐也会称呼自己的粉丝为“小猫酱（子猫ちゃん）”和。对此他表示道：“不管年纪多大，只要我还在杰尼斯事务所就会想到这是粉丝们所期待的，所以我愿意为他们这样做。”
2013年，手越祐也被傳媒拍下與當時藝名為鬼頭桃菜的三上悠亞激吻的照片，導致女方被偶像女團SKE48遲退，成為她後來下海拍攝成人電影的導火線。

## 职业生涯

### 杰尼斯事务所时期
2002年12月，15岁的手越祐也加入了杰尼斯事务所。10个月后的2003年9月15日，他被选为偶像男子组合NEWS的成员。2006年11月，他与同为NEWS组合内的成员增田贵久组成了二重唱组合手越增田。手越祐也以高超的演唱功力著称，舒展的高音技巧及丰富的演唱表现能力是其显著特征。从稚嫩温柔到高亢失真，手越可以根据歌曲需求展现出各种嗓音。为了更好的锤炼自己的演唱技巧，手越祐也甚至在出道两年后重返音乐学校来寻求老师的帮助。2017年的时候，他表示“正在学习在如何不伤害声带的前提下唱出高音”并在NEWS录音室专辑《NEWERLAND》中的一首歌曲里进行了演示。由于手越祐也的唱功和他对演唱的严格要求，他在杰尼斯事务所期间还担任了小杰尼斯的声乐培训指导。在演唱会上，他对“声音”的表现有非常严格的要求。为了让所有观众都听到好的声音，手越祐也会从演唱会的筹备会议及彩排阶段就开始参与音响设备的讨论。他说，将所有都弄得让人信服是自己的职责。
除了音乐事业之外，手越祐也还在电影及电视领域取得了不错的成绩。2005年12月，他首次出演了根据松本清张小说改编的电影《疾走》。2007年11月24日，他又在富士电视台播出的单集电视剧《娑婆气 第一部》中首次担任电视剧男主角。在他出演的综艺节目《直到世界的尽头 ItteQ!》里，手越祐也需要面对非常苛刻的外景环境；但不管节目任务多么困难，他都不曾退缩。对此，他表示“这档节目改变了我的生活，因此我不能退缩”，他对这档节目始终抱着感恩的心态。在2012年到2019年期间，手越祐也连续八次成为日本电视台转播国际足联俱乐部世界杯赛事实况时的嘉宾主持人；同时他还担任了2014年和2018年日本电视台国际足联世界杯赛事转播的主要主持人。
2020年2月6日，手越祐也成为OPENREC.tv的官方宣传大使。

#### 防疫争议及退社
2020年4月7日，为了应对新冠疫情，日本政府宣布了紧急状态。4月8日，有媒体报道手越祐也在紧急状态下依旧外出参加聚餐。
2020年5月15日，杰尼斯事务所宣布，将手越祐也从事务所为应对新冠疫情而成立的慈善限定组合Twenty★Twenty中除名。而除名理由正如《周刊文春》所报道的那样，在4月日本政府禁止随意外出的情况下，手越祐也却还是和其他女性举行了酒会。不过事务所还是保留了手越祐也作为NEWS组合成员的活动。
根据新闻周刊的报道，杰尼斯事务所随后向手越祐也本人求证了事实经过。根据手越的回答，虽然事实与媒体报道有部分出入，但他承认自己的确参加了酒会。杰尼斯事务所认为手越祐也的行为毫无对世界局势及自己所处环境的清楚认知且明显缺乏责任感，而且他的行为还伤害了其他人渴望恢复日常生活的努力，因此手越祐也的行为是绝对不能被接受的。2020年5月26日，杰尼斯事务所宣布追加对手越祐也的惩罚，全面停止他的所有演艺活动。
2020年6月19日，手越祐也宣布退出NEWS并终止了与杰尼斯事务所的经纪合同，同时也宣告手越增田组合解散。同日，手越祐也开设了个人官方Twitter账户及YouTube频道，并表示未来活动将公布在Twitter上。6月23日，手越祐也召开了记者会并在YouTube上进行了直播。

### 自由艺人时期
退出杰尼斯事务所之后，手越祐也的主要工作以YouTuber为主，但同时也表示会开设Instagram、Facebook、抖音、微博等其他社交媒体账号。作为一名YouTuber，手越祐也尝试了诸如“试着唱一下”、“游戏实况直播”、“与其他搞笑艺人及YouTuber连线”等视频内容。
2020年7月16日，手越祐也透露已经建立了属于自己的公司。10月22日，由手越祐也经营的四家美容店分别在东京市神乐坂、大阪市心斋桥、川口市川口和川越市川越开幕。

## 演出作品
注：此处列举的是手越祐也以个人名义演出的相关作品，以团体名义演出作品请参看NEWS及手越增田等词条的对应段落。

### 电影
| 电影名            | 日本公映日期   | 饰演角色     |
| ----------------- | -------------- | ------------ |
| 《萤之光 电影版》 | 2012年6月9日   | 冴木优       |
| 《失忆少女物语》  | 2010年3月27日  | 长谷川未来   |
| 《快乐的大脚》    | 2007年3月17日  | 玛宝（配音） |
| 《疾走》          | 2005年12月17日 | 福原秀次     |

### 舞台剧
- 《手越祐也的个人Radio Show“手越电台”（手越祐也のワンマンRADIO SHOW「テゴラジ」）》（2007年7月27日－31日；东京环球剧场）

- 《DREAM BOYS》（2009年9月4日－29日；帝国剧场 / 10月13日－25日；梅田艺术剧场）[48]

### 电视剧
| 电视剧名（集数 / 分集名）               | 日本首播频道 | 日本首播日期            | 饰演角色   |
| --------------------------------------- | ------------ | ----------------------- | ---------- |
| 《ZERO 一获千金游戏》（第5 / 6 / 7集）  | 日本电视台   | 2018年8月12 / 19 / 26日 | 城山小太郎 |
| 《真实恐怖故事 夏季特别篇2017》（公寓） | 富士电视台   | 2017年8月19日           | 稻叶秀一   |
| 《三亿日元抢劫案》                      | 朝日电视台   | 2014年1月19日           | 滨野健次   |
| 《小汪刑事特别任务》                    | 日本电视台   | 2012年1月7日            | 桐岛龙太   |
| 《小汪刑事》                            | 日本电视台   | 2011年1月－3月          | 桐岛龙太   |
| 《完美小姐进化论》                      | TBS电视台    | 2010年1月－3月          | 远山雪之丞 |
| 《是谁在说谎》                          | 富士电视台   | 2009年10月6日           | 佐藤贵浩   |
| 《娑婆气 第二部：惶惶》                 | 富士电视台   | 2008年11月29日          | 一太郎     |
| 《娑婆气 第一部》                       | 富士电视台   | 2007年11月24日          | 一太郎     |
| 《冰点》                                | 朝日电视台   | 2006年11月25日－26日    | 辻口彻     |
| 《我的老大，我的英雄》                  | 日本电视台   | 2006年7月－9月          | 樱小路顺   |
| 《格斗教师》                            | TBS电视台    | 2006年1月－3月          | 宇津木实   |
| 《剧团演技者》（遥远的家）              | 富士电视台   | 2005年9月－10月         | 富山宏明   |
| 《第1区第13幕：15岁的蓝调》             | 富士电视台   | 2005年5月－6月          | 真田浩平   |

### 网络剧
- 《ZERO 一获千金游戏 城山小太郎篇（日语：賭博覇王伝 零）》（2018年8月12日；Hulu）——饰：城山小太郎（主演）[49]

### 电视节目

#### 综艺节目
- 《直到世界的尽头 ItteQ!》（2007年2月4日－2020年5月24日；日本电视台）

- 《手越祐也与城彰二的足球地球（日语：サッカーアース）》（2012年10月27日－2020年3月12日；日本电视台）

- 《手越祐也的J☆BEST（手越祐也のJ☆BEST）》（2014年1月18日－2020年；日本电视台）

#### 体育节目
| 足球赛事                   | 播出时期   |
| -------------------------- | ---------- |
| 2019年国际足联俱乐部世界杯 | 2019年12月 |
| 2018年国际足联俱乐部世界杯 | 2018年12月 |
| 2018年国际足联世界杯       | 2018年6月  |
| 2017年国际足联俱乐部世界杯 | 2017年12月 |
| 2015年国际足联俱乐部世界杯 | 2015年12月 |
| 2014年国际足联俱乐部世界杯 | 2014年12月 |
| 2014年国际足联世界杯       | 2014年6月  |
| 2013年国际足联俱乐部世界杯 | 2013年12月 |
| 2012年国际足联俱乐部世界杯 | 2012年12月 |

### 广播节目
- 《NEWS 手越祐也的What A Wonderful Music!（日语：NEWS 手越祐也のWhat A Wonderful Music!）》（2005年4月4日－2006年3月27日；FM NACK5）

- 《小K NEWS（日语：KちゃんNEWS）》（2005年4月5日－2020年3月25日；文化放送）

- 《手越增田电台（日语：ますますらじお）》（2011年10月26日－2020年6月24日；MBS电台）

### 网络节目

#### 主持身份
- 《手越祐也的玩游戏（手越祐也のゲームしようぜ）》（2020年2月9日－3月29日；OPENREC.tv（日语：CyberZ））[58][59]

- 《手越的游戏王国（手越のゲームキングダム）》（2020年8月19日－迄今；OPENREC.tv）[60]

#### 嘉宾节目
- 《EDION VALORANT CUP》（2020年10月2日、4日；OPENREC.tv）[61]

- 《荒野行动三周年 游乐园披露式庆典》（2020年11月8日；YouTube）

- 《Win Win Wiiin（日语：Win Win Wiiin） 第1集》（2020年11月21日；YouTube）[62]

### 直播秀
| 演唱会名             | 举行时间             | 举行地点   | 备注 |
| -------------------- | -------------------- | ---------- | --- |
| 圣诞晚宴秀“”         | 2020年12月24日－25日 | 东京蓝音符 | 共计4场演出。24日第1场演出仅在线下举行，第2场则有VR的在线同步直播；25日第1场也是仅线下举行，而第2场则有网络直播。 |
| 粉丝会限定线上直播“” | 2020年8月16日        | 棉花俱乐部 | 原计划在15日和16日举行4场有观众的演唱会，仅16日第2场在线上直播。但因新冠疫情而缩减至16日1场现场直播演唱会。       |

## 出版作品

### 书籍
- 《AVALANCHE ～雪崩～》（双叶社，2020年8月5日）[63][64][65]

### 连载
- TEGOSHI☆SP（Johnny's Web，2006年7月8日－10月2日）

- 我将成为足球之王（《世界足球之王（日语：ワールドサッカーキング）》，No.191－）

- 手越祐也的足技Trickster之道（《前锋（日语：ストライカー (雑誌)）》，2013年1/2月号－）

## 音乐作品

### 独唱歌曲
| 歌曲名       | 作词     | 作曲                       | 收录唱片                 | 备注                      |
| ------------ | -------- | -------------------------- | ------------------------ | ------------------------- |
|              | 森田文人 | 上野浩司                   | 《NEWS BEST》（精选辑）  |                           |
| 垃圾箱（ごみ箱）   | 手越祐也 | 加藤成亮                   | 《NEWS BEST》（精选辑）  |                           |
| 所谓的爱（愛なんて） | zopp     | /                          | 《NEWS BEST》（精选辑）  |                           |
|              | 手越祐也 | 手越祐也                   | 《爱的嘉卡芭娜》（单曲） |                           |
|              |          | 大智 / 伊桥成哉 / 渡边拓也 | 《NEWS》（专辑）         |                           |
| 你（）       |          |                            | 《White》（专辑）        |                           |
|              |          | / WHITE JAM                | 《四重奏》（专辑）       |                           |
|              | /        |                            | 《NEVERLAND》（专辑）    | 马蒂·弗里德曼负责吉他演奏 |
| 柏拉图式（プラトニック） | her0ism  |                            | 《EPCOTIA》（专辑）      |                           |
|              |          | 手越祐也                   | 《WORLDISTA》（专辑）    | 马蒂·弗里德曼负责吉他演奏 |
| 求婚（プロポーズ）     | 手越祐也 | 手越祐也                   | 《STORY》（专辑）        |                           |

### 词曲创作
| 歌曲名       | 作词     | 作曲     | 演唱者   | 备注 |
| ------------ | -------- | -------- | -------- | --- |
| 垃圾箱（ごみ箱）   | 手越祐也 | 加藤成亮 | 手越祐也 | |
|              | 手越祐也 | 手越祐也 | 手越祐也 | |
|              |          | 手越祐也 | 手越祐也 | |
| 求婚（プロポーズ）     | 手越祐也 | 手越祐也 | 手越祐也 | |
| 茜色天空（茜空） | 京本大我 | 手越祐也 | 京本大我 | 在音乐剧《少年们 千钧一发！》上公布。手越祐也也参与了演唱。NEWS的影音辑《NEWS DOME TOUR 2018-2019 EPCOTIA -ENCORE-》收录了手越祐也的独唱版。 |